# Socialisme libertaire

Drapeau de l'anarcho-syndicalisme et du socialisme libertaire.

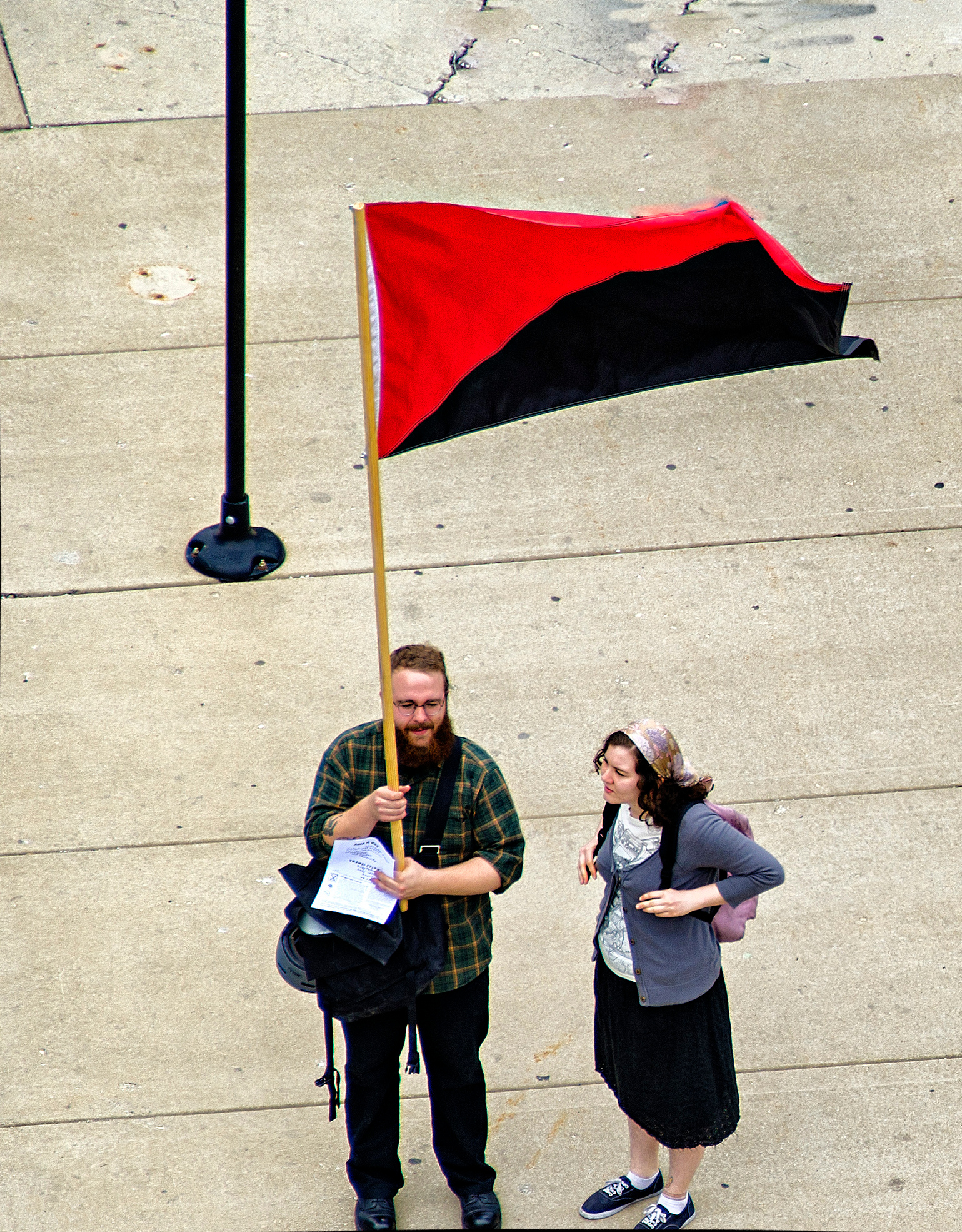
Le 1er mai 2012, lors de la manifestation '.

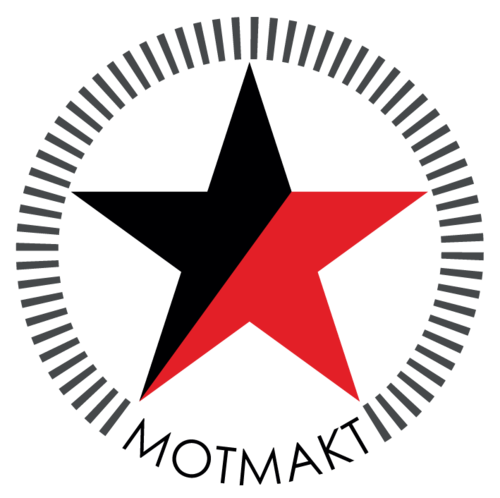
Le logo de l'organisation socialiste libertaire norvégienne.

Le socialisme libertaire est un courant de l'anarchisme qui vise l'instauration d'une société égalitaire et coopérative, par l'abolition de l'État et de la propriété privée des moyens de production et des institutions financières, et fondée au contraire sur l'autogestion politique et économique, la solidarité et la responsabilité individuelle.
La mise en place de l'autogestion économique repose alors essentiellement sur le remplacement de l'ensemble des institutions financières par des mutuelles et sur celui des autres entreprises non individuelles par des coopératives.
L'autogestion politique s'appuie quant à elle principalement sur la démocratie directe, le remplacement du mandat représentatif par le mandat impératif et, quand c'est nécessaire, la nomination d'une assemblée par tirage au sort d'un échantillon large et représentatif plutôt que par l'élection.
L'organisation administrative repose sur un fédéralisme décentralisé dont la structure de base est la commune, étendue au bassin de vie d'une population.

## Définitions

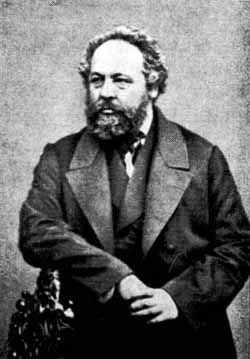
Michel Bakounine (1814-1876).

Le socialisme libertaire est principalement théorisé par Mikhaïl Bakounine et se sépare à sa mort entre communistes libertaires et collectivistes libertaires.
Le socialisme libertaire regroupe un ensemble de philosophies politiques qui visent à établir une société libre de toute hiérarchie politique, sociale et économique – une société d'où toute institution coercitive, répressive, autoritaire ou violente soit exclue, et dans laquelle toute personne aurait un accès libre et égal à toutes les ressources d'information et de production – ou encore une société dans laquelle de telles institutions seraient réduites au minimum.
Dwight Macdonald définit ainsi le socialisme libertaire : « une société sans classe et sans État, dans laquelle la production est coopérative, et où aucun individu n'exerce de domination politique ou économique sur une autre », une société qui « serait jugée à l'aune des possibilités qu'elle offre à l'individu de développer ses talents et sa personnalité ».
Cette égalité et cette liberté seraient réalisées principalement à travers l'abolition des institutions d'autorité d'une part, et de la propriété privée d'autre part, afin que le contrôle direct des moyens de production soit détenu par l'ensemble de la classe laborieuse.
Le socialisme libertaire prône en cela l'identification, la critique et le démantèlement pratique de toute autorité, conçue comme illégitime dans tous les aspects de la vie sociale.

## Influence et histoire
L'anarchisme espagnol a donné de nombreux exemples d'organisations fédératives abouties et opératoires. Des exemples contemporains de socialisme libertaire organisationnel et des modèles décisionnaires pratiques incluent un certain nombre de mouvements anti-capitalistes et anti-globalisation incluant l'Armée zapatiste de libération nationale (EZLN) et ses « Conseils de bon gouvernement », et le Réseau Global Indymedia - qui couvre 45 pays sur 6 continents. Pour les libertaires, la diversité des pratiques à l'intérieur d'un cadre de principes communs est une preuve de la vitalité de ces principes, de leur flexibilité et de leur force.
Dans un chapitre portant sur l'anarchisme socialiste, l'économiste radical Robin Hahnel présente ainsi la plus grande période d'influence du socialisme libertaire comme s'étendant de la fin du XIXe siècle jusqu'aux quatre premières décennies du XXe siècle : « Au début du XXe siècle, le socialisme libertaire était une force aussi puissante que la social-démocratie ou le communisme. L'Internationale anarchiste de Saint-Imier fondée au congrès de Saint-Imier quelques jours après la séparation entre « marxistes » et « anarchistes » au congrès de La Haye de 1872 perdura comme force active, avec les communistes et les sociaux-démocrates (à l'époque anticapitalistes), en fédérant durablement les énergies diverses d'activistes anti-capitalistes, de révolutionnaires socialistes, de syndicats de travailleurs et de partis politiques pendant plus d'un demi-siècle. Les socialistes libertaires auront ainsi joué un rôle majeur dans les révolutions russes de 1905 et 1917. Les socialistes libertaires ont également joué un rôle prépondérant dans la révolution mexicaine de 1911, et dans la révolution sociale qui se déroula en Espagne en 1936 et 1937 ».

### FinXXesiècleetXXIesiècle

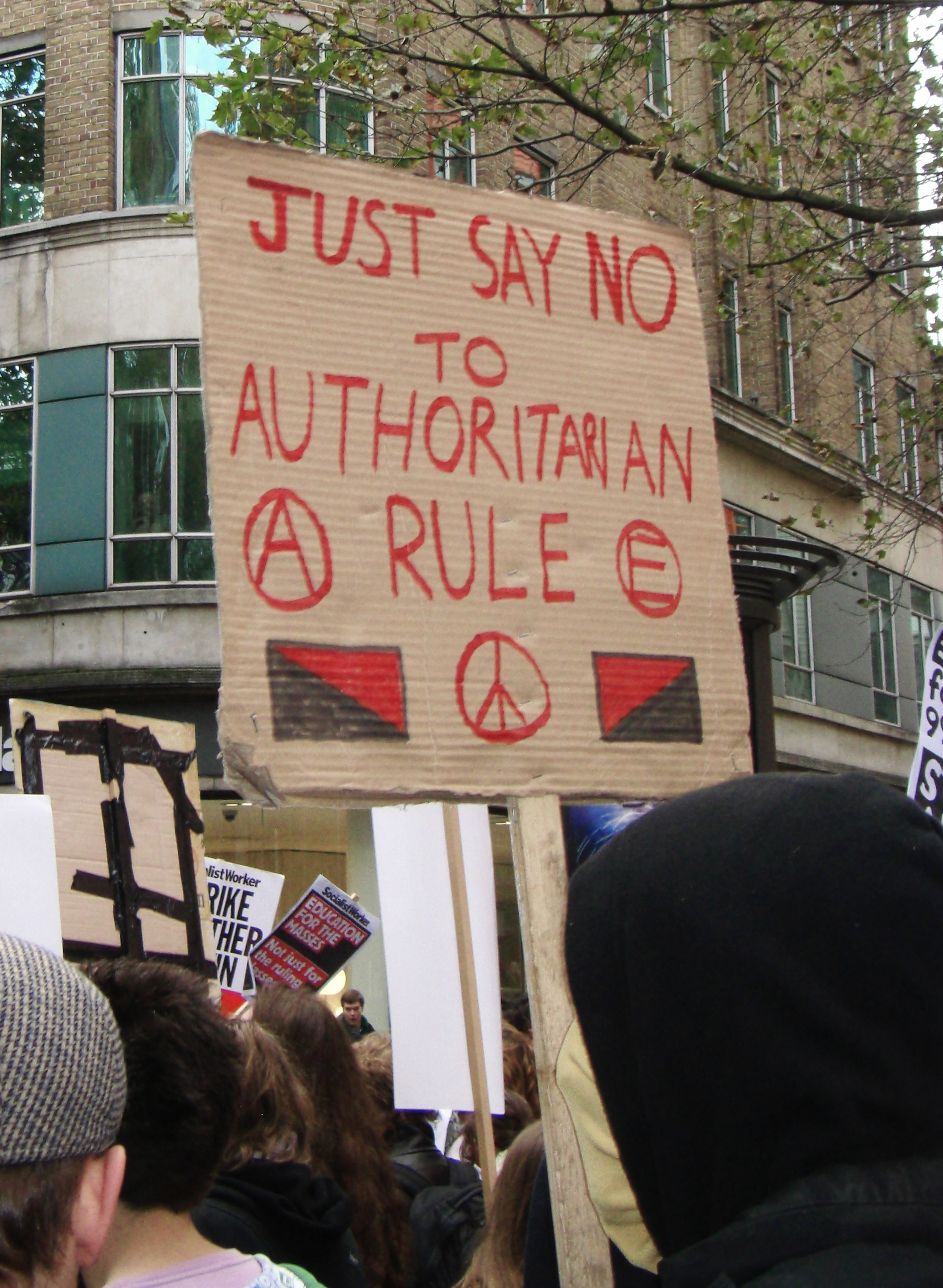
Dans une manifestation à Londres le 9 novembre 2011 : Dites simplement non au gouvernement autoritaire.

Selon le politologue Francis Dupuis-Déri : « Les principes du socialisme libertaire trouveront à s’incarner au fil des années 1970 et 1980 dans des mouvements sociaux de sensibilité antiautoritaire et antihiérarchique, qui pensent l’organisation militante elle-même comme un espace libre, autonome et autogéré par ses membres, et dans lequel se développe par la délibération un sens du bien commun, de l'égalité et de la liberté. Cette sensibilité continue de s’affirmer dans le mouvement altermondialiste, qui émerge vers la fin des années 1990, à travers ses manifestations de rue spectaculaires, de la bataille de Seattle en 1999 aux mobilisations contre le G8 en Allemagne pendant l’été 2007, ainsi que dans sa structure globale, ses médias alternatifs, sa production artistique et ses camps radicaux en marge des Forums sociaux ».

## Idées

### Anarchisme et économie
Le socialisme libertaire est une idéologie sujette à différentes interprétations, mais dont le fond commun vise à une distribution des ressources entre les travailleurs dans une perspective foncièrement différente de celle du capitalisme. La théorie économique anarchiste procède de la conjonction optimale des libertés individuelles et la concentration minimale du pouvoir ou de l'autorité. Les socialistes libertaires ayant une forte aversion pour la coercition sous toutes ses formes, ils prônent l'anarchisme comme seule forme constitutionnelle envisageable dans un cadre démocratique véritable. Les options politiques sont conçues pour décentraliser au mieux le pouvoir économique et politique, en général en impliquant la collectivisation à grande échelle des moyens de production. Les socialistes libertaires récusent la légitimité de la plupart des formes de propriété privée économiquement signifiante autant qu'ils considèrent les relations de propriétés et de capitaux comme des formes de domination contraires au principe d'une liberté individuelle conçue comme souveraine.

### Anticapitalisme

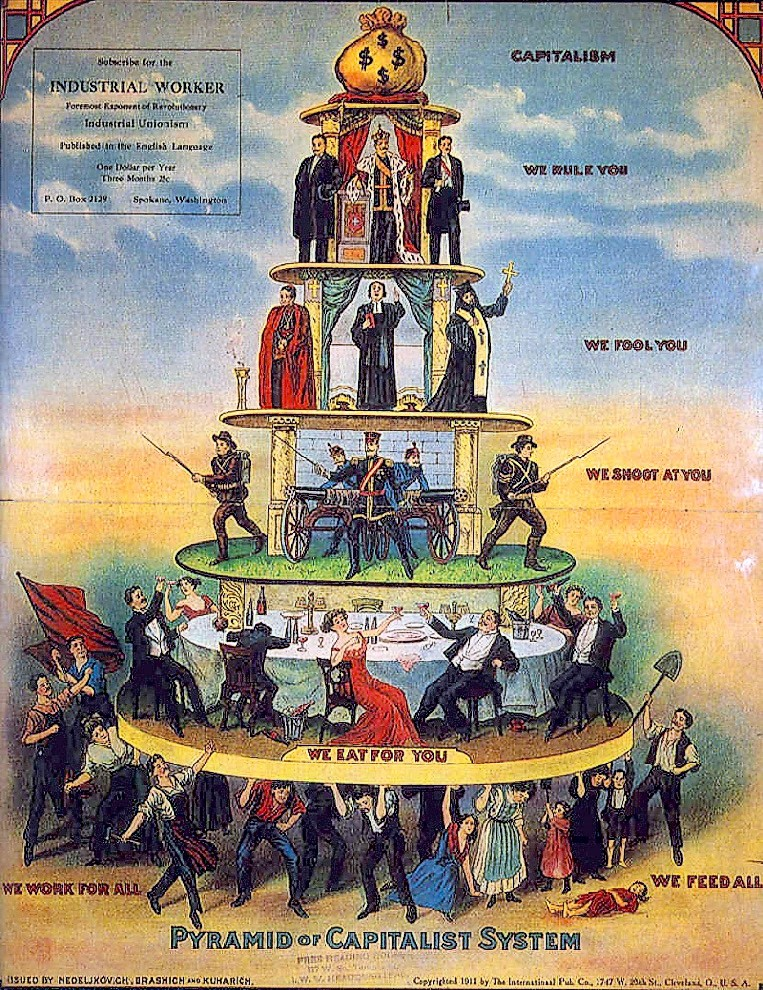
La pyramide du système capitaliste, selon l'organisation syndicale Industrial Workers of the World, 1911.

Les anarchistes socialistes posent que lorsque le pouvoir s'exerce, en termes d'une influence économique, sociale ou physique d'un individu sur un autre, sa légitimation échoit à l'autorité détentrice du pouvoir qui devra dès lors justifier de ses actions en tant qu'elles contreviennent à la liberté individuelle.
Les socialistes anarchistes considèrent que toute structure sociale devrait être développée par des individus ayant une part égale de pouvoir décisionnaire, l'accumulation du pouvoir économique ou politique dans les mains de quelques-uns nuisant nécessairement au libre exercice de la liberté individuelle de la majorité des individus d'un groupe donné.
Pour le dire autrement, quand les principes capitalistes (tout comme ceux du libertarianisme nord-américain) concentrent le pouvoir économique dans les mains de qui possède le plus grand capital, l'anarchisme socialiste vise a contrario à redistribuer équitablement le pouvoir, et partant la liberté, entre les différents membres du corps social. Selon Noam Chomsky, la différence clef entre libertariens et anarchistes de gauche serait que « ceux-ci considèrent que le degré de liberté de chacun est affecté par le pouvoir économique associé, quand les premiers estiment que la liberté n'existe qu'en terme entrepreneurial et réduisent la créativité politique à la liberté d'entreprendre au sens purement économique ».
Les anarchistes socialistes estiment que si la liberté doit être valorisée, alors la société doit travailler à un système dans lequel les individus ont un pouvoir plénier autant sur le plan politique qu'économique. Les socialistes anarchistes cherchent à substituer à l'arbitraire de l'autorité la démocratie directe, la liberté d'association et la liberté d'expression, l'autonomie des populations dans tous les domaines de la vie, l'autogestion étant promue enfin comme système universel d'organisation, sur le plan communal (politique) comme sur le plan syndical ou fédératif (économie). La plupart des mouvements anarchistes arguent que les syndicats et fédérations de travailleurs devraient gérer les infrastructures industrielles, et que les travailleurs devraient pouvoir directement jouir du produit individuel de leur travail. À ce titre, on distingue entre le concept de propriété privée et celui de possession individuelle. Là où la propriété privée autorise le contrôle individuel et exclusif d'un bien, que celui-ci soit en usage ou non, et ce indépendamment de son potentiel productif, la possession individuelle ne garantit quant à elle aucun droit concernant les biens non utilisés. Un titre de propriété autorise son détenteur à soustraire son bien à l'usage collectif, ou, s'il le désire, de requérir paiement contre son usage : la notion de possession individuelle n'est pas compatible, quant à elle, avec ce type d'« extorsion » ou d'« exploitation. »

### Antiétatisme
Le socialisme libertaire considère toute concentration de pouvoir comme une source d'oppression, au point d'aboutir à une contestation radicale des principes fondateurs de l'État.
Pratiquement, les anarchistes cherchent à s'organiser en associations volontaires, souvent appelées collectifs ou syndicats, fondés en démocratie directe dans les processus de décision. Certains anarchistes socialistes plaident pour la combinaison de ces institutions à travers l'usage de délégués, récusables et non renouvelables, aux différents niveaux fédératifs.
Alors que la plupart des mouvements socialistes insistent sur le rôle de l'État démocratique dans la défense de la liberté et de la justice sociale, les socialistes libertaires misent sur les unions syndicales, les assemblées citoyennes, les conseils communaux, les collectivités locales, et autres types de fédérations non-étatiques et décentralisées par nature.

### Utopisme, structures et dogmatisme
Les penseurs socialistes-libertaires considèrent que les changements majeurs ne peuvent être réalisés dans l'immédiat historique, il s'agissait d'abord de conduire un combat permanent pour la mise en place de structures sociales nouvelles, pour qu'une solution soit atteinte à terme selon des voies démocratiques et organiques. Les socialistes libertaires suggèrent que cette focalisation sur l'exploration plutôt que la prédétermination fait leur plus grande force. Ils soulignent par exemple que le succès de la science dans son explication du monde naturel procède de la méthode scientifique et de son insistance structurelle sur l'exploration et l'expérimentation rationnelles, et non sur ses conclusions ni ses prévisions ; ceci quand la plupart des explications dogmatiques des phénomènes naturels s'est presque toujours soldée par l'échec. Les socialistes libertaires contemporains considèrent qu'une approche méthodologique de l'expérimentation constitue le meilleur moyen de réaliser à terme leur idéal social. Pour eux, les approches dogmatiques de l'organisation sociale sont ainsi autant vouées à l'échec que le sont les explications dogmatiques du fait naturel. L'anarchiste américain Rudolf Rocker déclare ainsi en 1956 : « Je suis anarchiste non parce que je crois que l'anarchisme soit le but suprême, mais parce que le but suprême n'existe pas ».

## Violence et non-violence

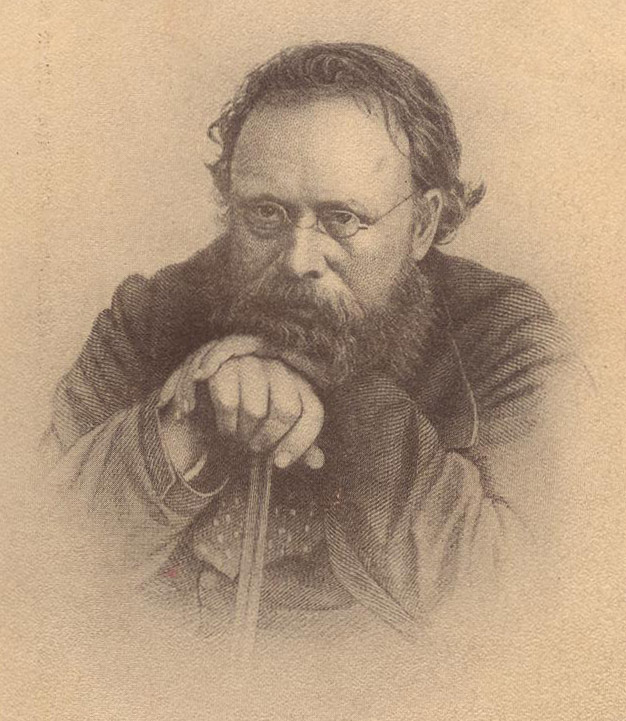
Pierre-Joseph Proudhon.

Comme le note Michel Onfray, sur la problématique violence / non-violence, les positions des socialistes libertaires sont contradictoires voire antinomiques. La publication, en 2000, d'un numéro de la revue Réfractions tout entier consacré à ce sujet démontre la prégnance du débat.
Certains anarchistes révolutionnaires prônent la violence comme nécessaire face à la « violence capitaliste » et à la violence étatique, qu'ils considèrent corrélées. Ils l'estiment nécessaire au dépassement et à l'abolition de la société capitaliste.
D'autres, tel Pierre-Joseph Proudhon, souvent qualifié de « Père de l'Anarchisme », plaide en faveur d'une révolution non-violente. Pour n'en citer que quelques-uns, William Godwin, Gaston Leval, Étienne de La Boétie, Henry David Thoreau, Anselme Bellegarrigue, Benjamin Tucker, Han Ryner, Émile Armand, Barthélemy de Ligt s'inscrivent dans ce courant non-violent (voir la Petite Anthologie de la révolution non-violente chez les principaux précurseurs et théoriciens de l'anarchisme).
En 1979, dans son étude sur L'Anarchisme au XXe siècle, le professeur Henri Arvon fait la synthèse suivante : "S’il n’est pas prouvé que la violence est fatalement sécrétée par la pensée anarchiste - elle apparaît plutôt, même chez Bakounine, comme un de ces chemins de traverse que l’impatience révolutionnaire est parfois tentée d’emprunter -, il est, par contre, certain qu’une vision anarchiste conséquente conduit vers le rejet de la violence, vers la non-violence. La récusation de l’autorité fondée sur la violence implique le refus de se servir de la violence fût-ce pour la combattre ; la terreur révolutionnaire ne peut que donner un nouvel élan aux maléfices du pouvoir. L’anarchisme se doit de briser le cercle infernal de la violence".

## Conflit avec le marxisme
Dans le contexte du mouvement socialiste européen, les anarchistes sont tenus comme les opposants au socialisme d'État, position incarnée spécialement par un Michel Bakounine devant l'« autoritarisme » des communistes se réclamant du marxisme.
Le socialisme libertaire prôné par la gauche libertaire européenne se distingue radicalement de l'autoritarisme en appelant fondamentalement à la mise en commun des moyens de production, ceci sans l'intermédiaire d'une institution étatique, mais dans une perspective résolument collectiviste de la société, diamétralement opposée en cela au paradigme individualiste et productiviste propre à la tradition philosophique de la pensée de droite, qu'elle soit américaine ou européenne. Comme Noam Chomsky le souligne, « un libertaire cohérent doit s'opposer à la propriété privée des moyens de production et à l'esclavage salarié, inhérent au système qu'elle implique ».
En rejetant autant le capitalisme que l'État, les socialistes libertaires se posèrent en opposition avec la démocratie représentative associée au capitalisme autant qu'avec certaines formes autoritaires issues du marxisme, qui apparurent après la division entre anarchistes et marxistes. Même si l’anarchisme et le marxisme partagent le but d'une société sans État, les anarchistes critiquent des marxistes pour leur défense d'une phase transitoire au cours de laquelle les structures d'État sont utilisées aux fins de leur propre dépassement.
Les mouvances anarchistes sont entrées en conflit avec les forces capitalistes et celles marxistes, parfois au même moment, comme à l'occasion de la révolte ukrainienne dite de la Makhnovchtchina menée par le révolutionnaire anarchiste Nestor Makhno de 1917 à 1923, ou pendant la guerre civile espagnole, même si comme dans cette dernière guerre les marxistes se divisaient entre alliés (POUM) et ennemis (staliniens) des anarchistes. D'autres persécutions politiques sous des régimes bureaucratiques ont résulté dans un antagonisme historiquement fort opposant anarchistes et marxistes non-léninistes d'un côté, et léninistes de l'autre avec leurs dérivatifs staliniens tels le maoïsme.
Une part de cet antagonisme peut être rapporté à l'Association internationale des travailleurs ou Première Internationale, congrès des travailleurs radicaux, où Michel Bakounine, alors représentant les « anarchistes » socialistes, et Karl Marx représentant des collectivistes que les « anarchistes » accusent d'autoritarisme, entrent en conflit ouvert sur plusieurs questions.
Lors du IVe congrès de la Première Internationale de Bâle (6-12 septembre 1869), on peut apprécier le poids respectif de chacune des sensibilités. À partir de votes sur des motions ou amendements présentés par ces divers « courants », on peut établir le « rapport de force » comme suit : 63 % des délégués de l'A.I.T. se regroupent autour des idées collectivistes dites anti-autoritaires, 31 % se rangent derrière les collectivistes dits marxistes, 6 % maintiennent leurs convictions mutuellistes.
L'expulsion de Bakounine et ses suiveurs marque le début d'une longue divergence entre les anarchistes socialistes et les marxistes, ceux-ci étant qualifiés par ceux-là d'« autoritaires ».

## Citations
C'est parce que l'homme est si dangereux pour l'homme que le socialisme libertaire ne base pas les rapports humains sur l'autorité des uns et l'obéissance des autres, mais sur l'association d'individus égaux en dignité et en droit. »(Ernestan, Valeur de la liberté, 1952).
En ceci, le but d'une société et d'une économie libertaires constitue tout à la fois une réaffirmation et un approfondissement du but originellement poursuivi par la plupart des réunions humaines. Or ce but de bien-vivre pour tous est irréalisé, puisqu'irréalisable, par toute société et économie fondées sur l'institutionnalisation, la légitimation et la reproduction de rapports de domination entre les êtres humains. C'est le cas en particulier des sociétés actuelles dont l'économie est de type capitaliste. (Frédéric Antonini, Pour une économie libertaire, 2019, p. 20-21).

## Socialisme libertaire dans le monde
- Égypte. Le Mouvement socialiste libertaire est fondé, au cœur de la révolution égyptienne, le 23 mai 2011 au Caire[36].

## Bibliographie et sources

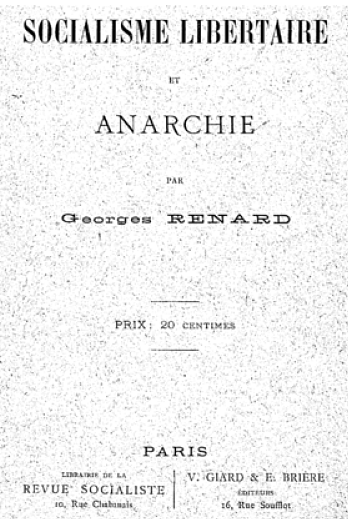
Georges Renard, Socialisme libertaire et anarchie, Revue socialiste, 1890.

## Socialistes libertaires connus

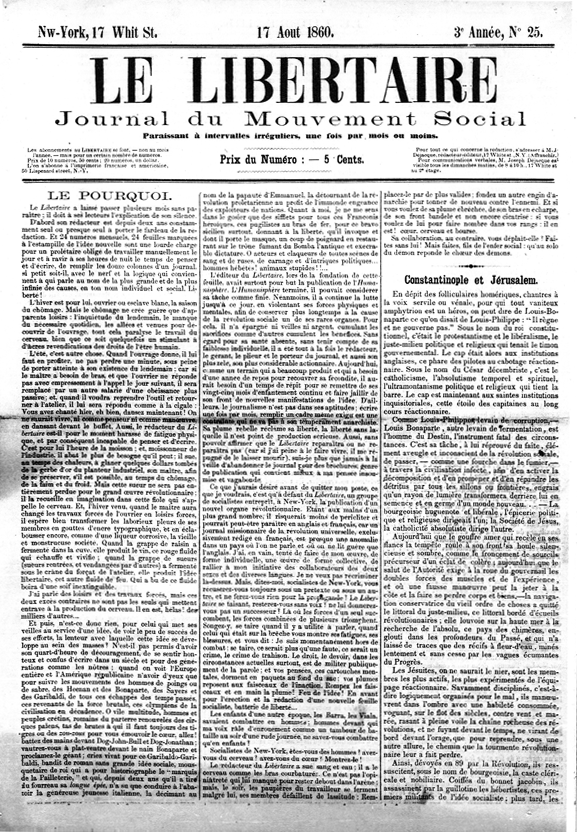
Le Libertaire, Journal du mouvement social édité par Joseph Déjacque, New York, n° 25, 17 août 1860.

Cités dans Le Maitron.
- Michel Bakounine
- Murray Bookchin
- Edward Carpenter
- Noam Chomsky
- Stuart Christie
- Joseph Déjacque
- Sam Dolgoff
- Ferdinand Domela Nieuwenhuis
- Buenaventura Durruti
- Takis Fotopoulos
- William Godwin
- Emma Goldman
- Paul Goodman
- Daniel Guérin
- Ammon Hennacy
- Pierre Kropotkine
- Gustav Landauer
- Shūsui Kōtoku
- Errico Malatesta
- Charles Malato
- Louise Michel
- William Morris
- Albert Parsons
- Lucy Parsons
- Domingos Passos
- Pierre-Joseph Proudhon
- Bertrand Russell
- Vernon Richards
- Rudolf Rocker
- Victor Serge
- Colin Ward
- George Woodcock
- Howard Zinn
- Carlo Cafiero
- Sébastien Faure
- Jean Grave
- Gaston Leval
- Nestor Makhno
- Fernand Pelloutier
- Émile Pouget
- Élisée Reclus
- Ahmet Soysal
- Toma Sik
- Voline
- Simone Weil